# Karibikschlacht
Die Karibikschlacht wurde während des Zweiten Weltkriegs, zwischen 1941 und 1945, ausgetragen und war Teil der Atlantikschlacht. Hierbei versuchten deutsche und italienische U-Boote den amerikanischen Nachschub an Öl und anderen Materialien zu unterbinden. Es wurden Schiffe im Karibischen Meer und im Golf von Mexiko versenkt, aber auch Küstenziele auf den Antillen angegriffen. Eine verbesserte alliierte U-Jagd vertrieb die Achsenmächte letztlich aus der Karibik und führte zu einem Sieg der Alliierten.

## Operationen der Achsenmächte

### Angriff auf Aruba
Am 16. Februar 1942 begannen unter dem Kommando von Kapitänleutnant Werner Hartenstein sieben deutsche und italienische U-Boote einen koordinierten Angriff gegen eine Raffinerie der Lago Company auf der von den Niederlanden kontrollierten Insel Aruba. Ebenfalls angegriffen wurden alliierte Öltanker in der Region. Die Achsenmächte versenkten unter Anwendung der Rudeltaktik sechs Tanker, weitere wurden beschädigt. Schaden nahm auch ein großer Lagertank, was die US-Amerikaner, im Hinblick auf Schutz und Sicherheit der Insel, zu einer stärkeren Okkupation veranlasste.
Während des Angriffes kam es zu einem Unfall auf dem Deck des Führungsbootes, was die Deutschen zum Rückzug zwang. Anschließend wurden die Überlebenden mehrerer torpedierter Schiffe mit Hilfe des venezolanischen Kanonenboots General Urbaneta geborgen, während sich ein US-amerikanischer Douglas-A-20-Bomber ein Geplänkel mit einem der deutschen U-Boote lieferte, es aber nicht zerstörte. Auch die an der Küste stationierten niederländischen Küstengeschütze eröffneten das Feuer auf die U-Boote der Kriegsmarine, konnten aber keine Treffer erzielen.

### Andere Operationen
Am 3. März 1942 griff ein deutsches U-Boot die amerikanische Insel Mona, etwa 60 km westlich von Puerto Rico, an, wobei es aber weder zu Schäden noch zu Verlusten kam.
Am 19. April 1942 griff Kommandant Ernst Kals mit U 130 eine Raffinerie auf Curaçao an. Kals ordnete den Angriff auf verschiedene Öllagertanks an, musste aber den Angriff nach fünf Schüssen abbrechen, da ein niederländisches Küstengeschütz das Feuer erwiderte. Später griff ein deutsches U-Boot ein Handelsschiff vor Curaçao an, was ebenfalls zu einem Beschuss durch Küsten- und Schiffsartillerie führte. Auch hier konnte dem deutschen Schiff kein Schaden zugefügt werden.

### Angriffe auf die alliierte Schifffahrt
Die Norlantic war ein unter US-amerikanischer Flagge fahrendes 3.860 Tonnen schweres Frachtschiff, das am Morgen des 13. Mai 1942 von einem deutschen U-Boot in der Karibik versenkt wurde. Die Norlantic transportierte gemischte Fracht von Pensacola, Florida, nach Venezuela, als sie 170 km östlich von Bonaire von U 69 angegriffen wurde. Um 03:38 Uhr feuerte U 69 unter dem Kommando von Kommandant Ulrich Graf zwei Torpedos ab, während es sich über der Wasseroberfläche befand. Da beide Torpedos ihr Ziel verfehlten, befahl Graf seiner Mannschaft, auf 2.000 Meter heranzufahren und mittels der Bordkanone um 03:47 Uhr das Feuer auf das fliehende Schiff zu eröffnen. Nach mehreren Treffern gab das amerikanische Schiff dem U-Boot der Kriegsmarine das Signal, ihr Feuer einzustellen, damit die Besatzung über die Rettungsboote entkommen könne. Jedoch stellten die Deutschen ihr Feuer nicht ein, auch nicht, als zwei Rettungsboote zu Wasser gelassen wurden. Um 04:11 Uhr wurde dann ein Gnadenschuss auf den Kesselraum der Norlantic abgefeuert. Daraufhin sank das Schiff und riss sechs Männer mit in den Tod. Zwei Besatzungsmitglieder wurden beim Torpedoangriff getötet, vier beim anschließenden Beschuss durch das Bordgeschütz. Die Überlebenden der Norlantic harrten mehrere Tage auf See aus, bis sie von alliierten Schiffen gerettet wurden.
Zwei mexikanische Tanker wurden von deutschen U-Booten versenkt:
- 14. Mai 1942: die Potrero del Llano wird vor Florida von Reinhard Suhrens U 564 versenkt.
- 21. Mai 1942: die Faja de Oro wird vor Key West von Hermann Raschs U 106 versenkt.

Bei den zwei Angriffen starben 16 Männer. Dies veranlasste Mexiko dazu, am 1. Juni 1942 dem Deutschen Reich den Krieg zu erklären.
Die Sylvan Arrow war während des Zweiten Weltkrieges ein Frachtschiff der Standard Oil and Transportation Company, als sie von U 155 torpediert wurde. Der Angriff erfolgte am 20. Mai 1942 südlich von Grenada im Karibischen Meer. Versuche, das Schiffe abzuschleppen, misslangen, weshalb die Sylvan Arrow am 28. Mai an der Position 12°50' Nord, 67°32' West versank.

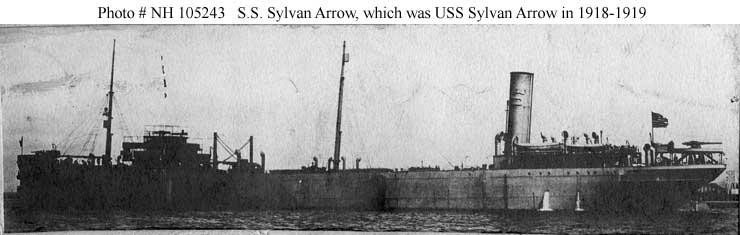
Sylvan Arrow 1917.

Am 11. Juni 1942 wurde der Tanker Hagan ungefähr acht Kilometer nördlich der kubanischen Küste von U 157 versenkt. Das US-amerikanische Schiff hatte tausende Fässer Melasse geladen und wurde im Maschinenraum getroffen. Der Torpedo zerstörte die Motoren und verursachte die Explosion eines Heizkessels, kurz bevor ein weiterer Torpedo das Schiff traf. Zwei Tage später wurde U 157 von einem Kutter der United States Coast Guard versenkt.

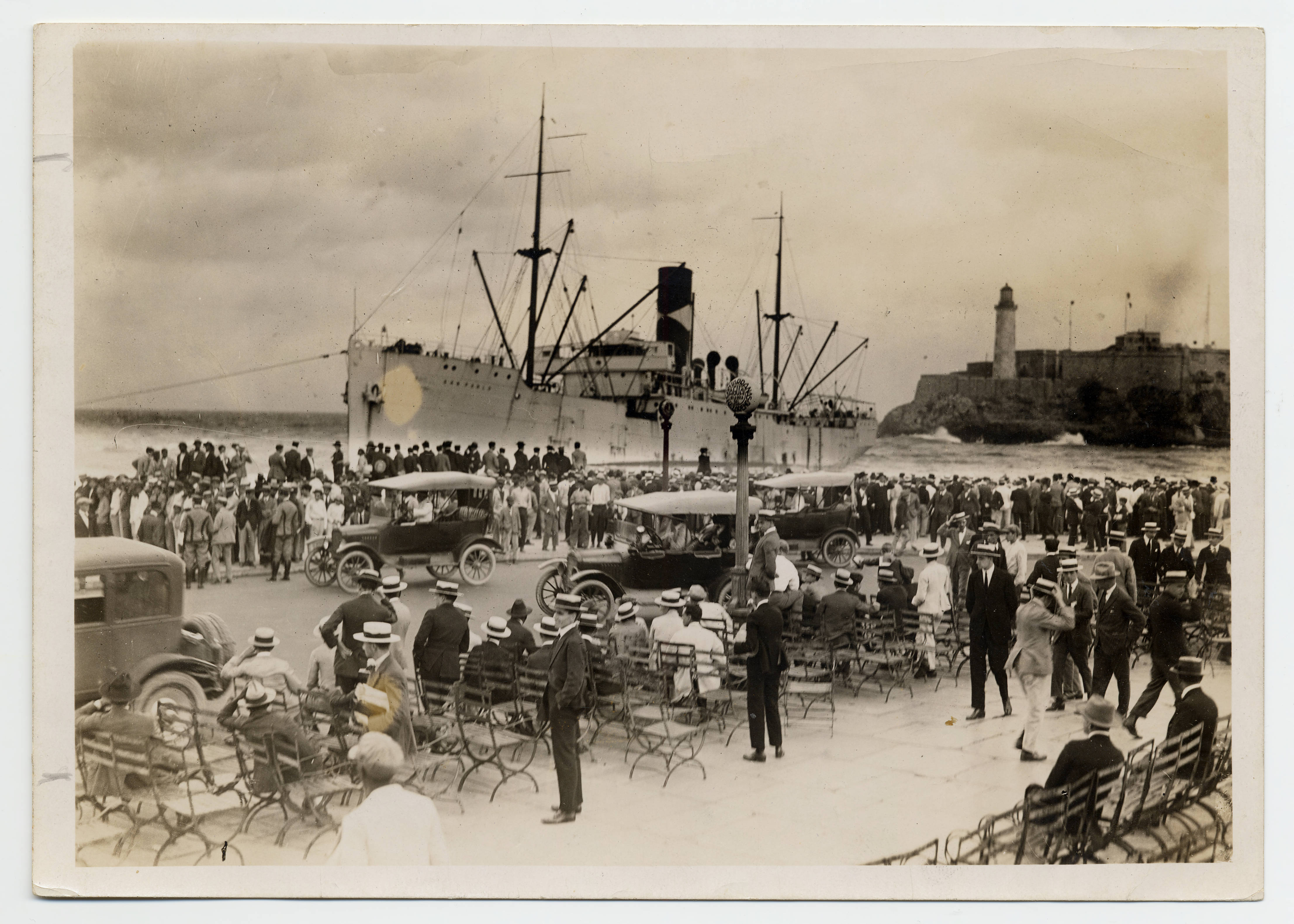
Der auf Felsen liegende United-Fruit-Frachter „San Pablo“ vor der Einfahrt zum Hafen von Havanna, 1921

Am 2. Juli 1942 wurde der an der Pier von Puerto Limón liegende Bananenfrachter San Pablo von U 161 mit zwei Torpedos angegriffen. Das Schiff sank, wurde jedoch später gehoben. Der Vorgang löste in der costa-ricanischen Hauptstadt San José Unruhen aus, in deren Verlauf insbesondere Geschäfte deutscher und italienischer Residenten angegriffen wurden.
Am 4. September 1942 wurde der 6.511 Tonnen schwere mexikanische Tanker SS Amaltan von U 171 angegriffen. Die Amaltan wich drei Angriffen von jeweils zwei Torpedos aus, bevor sie getroffen wurde. Sie sank mit zehn Matrosen, 24 konnten sich retten.
Am 11. September 1942 griff U 514 unter Kapitänleutnant Hans-Jürgen Auffermann das bewaffnete dampfbetriebene Handelsschiff Cornwallis vor der Küste von Bridgetown an. Nach einem kurzen Schusswechsel sank das Schiff in seichten Gewässern, wurde aber wieder gehoben und im Dezember 1942 nach Trinidad abgeschleppt. Später wurde es nach Mobile, Alabama gebracht, wo es am 24. Januar 1943 ankam. Das Schiff wurde repariert und nahm im August 1943 seinen Dienst wieder auf, wurde aber ein zweites Mal torpediert, diesmal von U 1230 am 3. Dezember 1944 im Golf von Maine, und sank.
Kommandant Rudolf Friedrich war mit U 759 durch die Mona-Passage gefahren und hatte am 29. Juni die Karibik erreicht. Am 30. Juni versenkte er ein Segelschiff durch Beschuss mit der Deckkanone. Am 5. Juli 1943, etwa 100 km westlich von Port-Salut, Haiti, griff U 759 das unter US-amerikanischer Flagge fahrende Dampfschiff Maltran an, welches Teil des Konvois GTMO-134 war. Von den von U 759 abgefeuerten Torpedos traf mindestens einer das Schiff. Innerhalb von 15 Minuten nach dem Einschlag sank die Maltran, ihre Mannschaft konnte sich jedoch auf Rettungsbooten in Sicherheit bringen. Sie wurden später vom USS SC-1279 gerettet.
Am 7. Juli griff U 759 das niederländische Frachtschiff Poelau Roebiah an und versenkte es östlich von Jamaika. Zwei seiner Besatzungsmitglieder gingen mit dem Schiff unter, die übrigen 86 wurden gerettet. Infolge dieses Ereignisses begann die US-Navy am Folgetag, dem 8. Juli 1943, U 759 zu verfolgen. Der erste Angriff erfolgte von einer Martin PBM, welche Bomben über dem Schiff abwarf. Danach suchten US-amerikanische Schiffe das Gebiet ab, jedoch konnte U 759 ohne Schäden entkommen.

## Versenkte Kriegsschiffe

### Schiffe der Achsenmächte

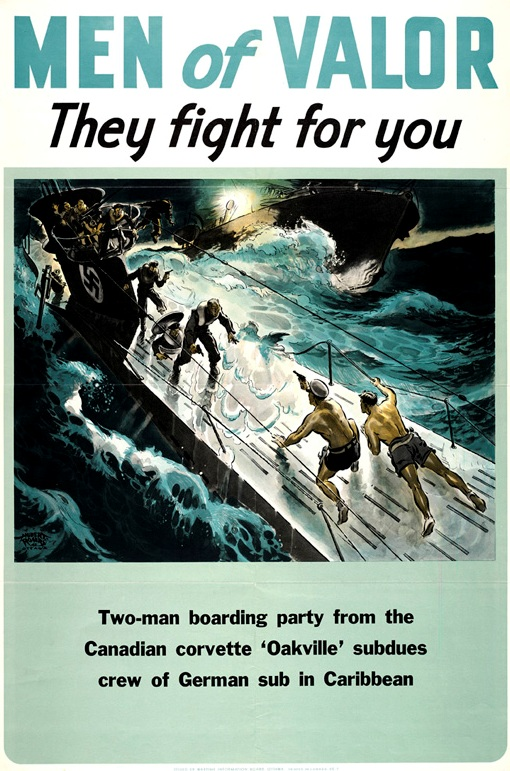
Ein kanadisches Propagandaposter, welches die Ereignisse vom 28. August 1942 darstellt

Die U-157 wurde am 13. Juni 1942 von der United States Coast Guard versenkt. Das U-Boot fuhr südwestlich von Key West an der Oberfläche, als es von der USCGC Thetis gesichtet wurde. Das deutsche U-Boot tauchte unter und versuchte zu fliehen, jedoch gelang es der Thetis, sich über der U 157 zu positionieren und Wasserbomben abzuwerfen. Erst nach einem mehrminütigen Bombardement und als die Mannschaft der Küstenwache Bruchstücke und Öl auf der Wasseroberfläche entdeckten, wurde der Angriff beendet und die U 157 mit ihrer 52 Mann starken Besatzung für versenkt erklärt.
Sieben Tage nach der Flucht der U 759 vor alliierten Schiffen am 8. Juli 1943 wurde sie als versenkt gemeldet. Jedoch ergaben Untersuchungen nach dem Ende des Krieges, dass das Boot erst bei einem Angriff am 23. Juli zerstört wurde. Dies geschah durch ein Bombardement einer US-amerikanischen Martin PBM, welche das Schiff mit seiner 47-köpfigen Besatzung versenkte.
Der Frachter SS Robert E. Lee wurde am 30. Juli 1942 von der US-amerikanischen USS PC-556 etwa 70 km südlich des Mississippi Deltas eskortiert, als die Robert E. Lee von einem Torpedo getroffen wurde. Daraufhin wurde die U 166 von der PC-566 entdeckt, mit Wasserbomben angegriffen und versenkt. Dabei starben 52 deutsche Besatzungsmitglieder.
Am 28. August 1942 befand sich U 94 in einem Einsatz gegen einen alliierten Konvoi vor Haiti, als sie von US-amerikanischen und kanadischen Geleitschiffen angegriffen wurde. Zuerst bombardierte eine amerikanische Consolidated PBY das Schiff, danach griffen die kanadischen Korvetten HMCS Halifax und HMCS Snowberry an. Die Oakville warf Wasserbomben ab, was das U-Boot an die Oberfläche zwang. Eine der Korvetten rammte U 94 daraufhin zweimal, bevor sie schließlich anhielt. Danach wurde eine Gruppe von elf Matrosen entsandt, um die Besatzung des U-Bootes gefangen zu nehmen. Als zwei der Männer das Innere der U-94 betraten, kamen ihnen zwei Deutsche entgegen gerannt. Da sie dem Befehl zum Anhalten nicht nachkamen, wurden sie erschossen. Der Rest der Mannschaft ergab sich. Nachdem sie gefangen genommen worden waren, erkannten die kanadischen Soldaten, dass die deutsche Besatzung schon mit der Versenkung ihres eigenen Schiffes begonnen hatte und sich Wasser im Boot sammelte. Letztendlich sank U 94, 19 der 45 Besatzungsmitglieder starben im Kampf, 26 weitere, einschließlich des Fregattenkapitäns, wurden von der Oakville gerettet.
U 162 wurde am 3. September 1942 nordöstlich von Trinidad, von der Royal Navy entdeckt und versenkt. Drei britische Zerstörer, die HMS Vimy, HMS Pathfinder und HMS Quentin, griffen U 162 mit Wasserbomben an und versenkten das Schiff inklusive zweier Besatzungsmitglieder. 49 weitere überlebten den Vorfall und wurden Kriegsgefangene in den Vereinigten Staaten. Die Mannschaft wurde verhört und lieferte nützliche Informationen über die deutschen U-Boote und ihre Basis bei Lorient. Der deutsche Kapitän Jürgen Wattenberg floh aus seiner Inhaftierung im späten Jahr 1944, wurde aber etwa einen Monat danach wieder gefasst.
Der deutsche Hilfskreuzer Stier wurde am 27. September 1942 in der Karibik von der eigenen Besatzung gesprengt, nachdem er bei der Versenkung des bewaffneten US-amerikanischen Liberty-Frachters Stephen Hopkins selbst irreparable Schäden im Kampf erlitten hatte.
Am 15. Mai 1943 wurden die kubanischen Frachter Camaguey und Honduran Hanks von drei kleinen U-Jägern der Kubanischen Marine von Sagua la Grande nach Havanna eskortiert. Der Konvoi näherte sich Havanna im Golf von Mexiko, als ein amerikanisches Aufklärungsflugzeug die deutsche U 176 entdeckte. Das Flugzeug schoss ein Rauchgeschoss auf das Schiff ab, und die CS-13 unter dem Kommando von Unterleutnant Alférez Delgado nahm die Verfolgung mittels Sonar auf. Als Nächstes folgten Wasserbomben der CS-13, welche das U-Boot mitsamt seiner Mannschaft versenkten.

### Schiffe der Alliierten
Die George Calvert war ein mit einer Kanone bewaffneter Liberty-Frachter, der am 20. Mai 1942 östlich von Kuba von U 753 versenkt wurde. Zehn Männer wurden getötet, als drei Torpedos in die George Calvert einschlugen und diese binnen Minuten sank. Die Überlebenden wurden von den Deutschen gefangen genommen und verhört, bevor sie in Rettungsbooten freigelassen wurden und später die kubanische Küste erreichten.

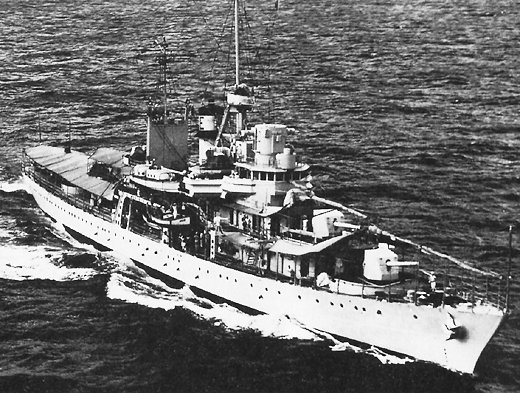
Die Erie während der Karibikschlacht

Die unbewaffnete Major General Henry Gibbins fuhr allein, als sie am 23. Juli 1942, etwa 650 km von Key West, Florida, entfernt, von U 158 angegriffen wurde. Nachdem sie von zwei Torpedos auf Backbord getroffen worden war, sank die Henry Gibbins zwanzig Minuten später. 47 Besatzungsmitglieder sowie 21 Wachen der United States Army überlebten den Angriff und wurden einen Tag später gerettet.
Am 27. September 1942 war die SS Stephen Hopkins, ein bewaffneter Liberty-Frachter, auf dem Rückweg von Niederländisch-Guayana nach Kapstadt, als sie vom deutschen Hilfskreuzer Stier angegriffen wurde. Als man den deutschen Anweisungen zum Anhalten nicht nachkam, wurde das Schiff vom Hauptgeschütz der Stier beschossen. Nach einem kurzen, aber intensiven Kampf wurde das amerikanische Schiff um 10:00 Uhr versenkt, jedoch gab es auch Verluste auf Seiten der Stier. Diese war so stark beschädigt, dass sie sich nicht mehr fortbewegen konnte, weshalb ihr Kapitän sie zwei Stunden nach dem Sieg über die Stephen Hopkins versenkte.
Im November 1942 eskortierte das amerikanische Kanonenboot USS Erie den Konvoi TAG-20 zwischen Trinidad und der Bahía de Guantánamo, als sie von U 163 angegriffen wurde. Das deutsche U-Boot unter dem Kommando von Karl-Eduard Engelmann tauchte auf und feuerte drei Torpedos auf die Erie ab. Die Amerikaner entdeckten das U-Boot sowie die Torpedos und begannen ein Ausweichmanöver. Die Erie entkam zwei Torpedos, wurde jedoch vom dritten schwer beschädigt. Das Schiff brannte mehrere Stunden, bevor das Feuer unter Kontrolle gebracht werden konnte. Sieben Amerikaner wurden bei diesem Angriff getötet, elf verletzt. Später wurde die Erie nach Willemstad Harbor auf Aruba abgeschleppt; sie kenterte jedoch und sank am 5. Dezember 1942.